# Niklas Perned
Niklas Perned, född 29 januari 1968 i Helsingborg, är en svensk musikproducent.
Perned har bland annat producerat skivor för Kent, Broder Daniel, Tim Neu, Monkeystrikes, Busty, Incka, Johan Johansson, Whipped Cream, bob hund, Bergman Rock och The Wannadies. Han fick 1996 en Grammis för "årets producent".
Perned är bror till Lina Perned.
Han är medgrundare till skivbolaget Ingrid.